# Krstilnica v Cremoni
Krstilnica v Cremoni (italijansko Battistero di Cremona) je verska zgradba v Cremoni v severni Italiji. Stoji ob mestni stolnici.
Zgrajena je bila leta 1167 z značilnim osemkotnim tlorisom, posvečena svetemu Ambrožu  Milanskemu, ki simbolizira osmi dan vstajenja in od takrat naprej je krst. Zgradba je mešanica romanskega in lombardsko-gotskega sloga, slednji je očiten v golih zidanih zidovih. V 16. stoletju so nekaj zidov oblekli z marmorjem, tlak, krstni kamen (1531) in narteks (1588) na vhodu so v romanskem slogu, delo Angela Nanija.

## Zunanjost
Zunanjost je imela prvotno tri vrata, a so bila na jugu in vzhodu zaprta leta 1592. Danes so še vedno samo na severu s pogledom na trg, sestavljena iz portika z dvema levoma, podobno kot pri stolnici.
Obložena je z marmorjem, enakim kot na fasadi stolnice, a le na nekaterih straneh, medtem ko je drugod opeka. Na zgornjem koncu je galerija z okroglimi loki, običajnimi za romaniko, podobni so elementom bližnje stolnice.
Na južni strani so stene iz leta 1388.

## Notranjost
Svetloba prodira v notranjost prek vrste bifor in laterne na vrhu kupole.
Na vsaki steni sta dva stebra, ki podpirata okrasni opečni lok. Nad njimi se proti vrhu odpre vrsta balkonov.
Krstilnik, ki prevladuje na sredini notranjosti s svojo veliko cisterno, je osmerokoten kot cela zgradba: je monolitni blok rdečega veronskega kamna iz Sant'Ambrogia di Valpolicelle pri Veroni, delo Lorenza Trottija (1527). Na vrhu je pozlačen lesen kip – razpelo vstalega Kristusa.
Notranjost je okrašena tudi s križem iz 14. stoletja na oltarju nasproti vhoda, darilo bratovščine iz leta 1697. Na obeh straneh sta dva druga oltarja, levo Žalostne Matere božje, pripisan Giacomu Bertesiju, in desno svetega Blaža, ki so ga darovali člani mestnega ceha tekstilcev med 1592 in 1599. Nad stropom je kip nadangela Gabrijela iz 12. stoletja.
Tudi dva lesena kipa sta, in to svetega Filipa Nerija in svetega Janeza Krstnika, delo Giovannija Bertesija. Je še nekaj drugih kipov in fragmentov iz srednjega veka.

## Galerija
- Krstilnik
- Razpelo vstalega Kristusa
- Oltar Marije Vnebovzete
- Oltar svetega Blaža